# Hypoctonus granosus
Espèce
Hypoctonus granosus est une espèce d'uropyges de la famille des Thelyphonidae.

## Distribution
Cette espèce est endémique du Yunnan en République populaire de Chine,.

## Description
La femelle holotype mesure 33 mm.

## Publication originale
- Pocock, 1900 : Some new or little-known Thelyphonidae and Solifugae. Annals and Magazine of Natural History, ser. 7, vol. 5, p. 294–306 (texte intégral).